# Jacques Lefèvre d'Étaples
Jacques Lefèvre d'Étaples [žak lefévr detapl], latinsky Faber Stapulensis (1450 nebo 1455, Étaples (Pikardie) - 1536, Nérac) byl francouzský kněz, teolog a humanista, autor prvního úplného překladu bible do francouzštiny (1525-1530).

## Život a působení
Vystudoval teologii v Paříži, byl vysvěcen na kněze a učil na jedné z kolejí pařížské Sorbonny. Naučil se také řecky a v letech 1491 a 1499 navštívil Padovu a Pavii, střediska humanistické vzdělanosti v severní Itálii. Podílel se na novém textově kritickém vydání spisů řeckého filosofa Aristotela, které také komentoval.
Nejpozději roku 1505 se vrátil do Paříže a stal se členem kroužku humanistů, k němuž patřil i učenec Guillaume Budé a Guillaume Briçonnet, opat kláštera Saint-Germain-des-Prés, tehdy za branami Paříže. Lefèvre v jeho klášteře žil a pomáhal opatovi reformovat klášterní život. Když byl Briçonnet roku 1521 jmenován biskupem v Meaux u Paříže, stal se Lefèvre jeho generálním vikářem. Zároveň vydával jednotlivé části Nového zákona, které překládal z latiny a komentoval. Sledoval tím dobovou myšlenku reformace, že každý křesťan by si měl v bibli sám číst a vykládat si ji. Jeho vydání Nového zákona z roku 1523 Sorbonna odmítla a odsoudila.
Roku 1525 upadl král František I., Briçonnetův ochránce, do italského zajetí, takže se biskup a s ním i Lefèvre museli uchýlit do Štrasburku, centra německého humanismu. Když se o rok později král vrátil do Francie, mohl se vrátit i Lefèvre, který se stal knihovníkem královské knihovny v Blois. Roku 1527 přijal pozvání královy sestry Markéty, královny navarské, a působil jako kněz u jejího dvora v Néracu. Když roku 1530 vyšel jeho francouzský překlad celé bible, odsoudil jej pařížský parlament.

## Význam
Lefèvre se s katolickou církví výslovně nerozešel, jeho překlad ale neměl ve Francii zdaleka takový úspěch a význam jako téměř současný Lutherův překlad v Německu. Možná také proto, že překládal z latinské Vulgaty a Jan Kalvín a francouzští reformátoři dali přednost méně zdařilému[zdroj?] překladu Pierre-Roberta Olivétana (1535), který vycházel z původních jazyků. Trvalým výsledkem však zůstalo, že Lefèvre jako první zavedl do biblického textu dělení na verše, jak bylo obvyklé u antických autorů.